# 西崎文子
西崎 文子（にしざき ふみこ、1959年 - ）は、日本の政治学者。専門は、アメリカ外交史・日米関係史・アメリカ地域文化研究。学位は、Ph.D.（イェール大学・1990年）。東京大学名誉教授・成蹊大学名誉教授。東京大学教授・同志社大学教授・日本アメリカ史学会運営委員会代表・日本学術会議会員を歴任。

## 来歴
宮城県生まれ。AFS22期生。1983年、東京大学教養学部教養学科アメリカ科卒業。1985年、一橋大学大学院法学研究科公法専攻修士課程修了。フルブライト奨学生としてイェール大学歴史学研究科へ留学し、1990年にPh.D.を取得。
1990年9月に成蹊大学法学部助教授に就任した後、1998年4月に同大学法学部教授に昇格。以後、成蹊大学法学部長、日本アメリカ学会常務理事、日本国際政治学会評議員、日本政治学会理事、日本学術会議会員を歴任する。
2012年4月、成蹊大学名誉教授の称号を受け、東京大学大学院総合文化研究科地域文化研究専攻教授に就任した。同年日本アメリカ史学会運営委員会代表
2020年4月、同志社大学大学院グローバル・スタディーズ研究科教授。同年、同志社大学大学院退職。
同年6月、東京大学名誉教授。

## 人物
- 夫は成蹊大学名誉教授で政治学者の加藤節。
- 2009年頃からTBSの情報番組『サンデーモーニング』にコメンテーターとして出演している。

## 著書

### 単著
- 『アメリカ冷戦政策と国連――1945-1950』（東京大学出版会、1992年）
- 『アメリカ外交とは何か――歴史の中の自画像』（岩波新書、2004年）
- 『アメリカ外交史』（東京大学出版会、2022年）
- 『アメリカ外交の歴史的文脈』（岩波書店、2024年）

### 共編著
- 『紛争・対立・暴力 世界の地域から考える』武内進一共編著(〈知の航海〉シリーズ)岩波ジュニア新書 2016.10

### 訳書
- アンソニー・アーブラスター『ビバリベルタ!――オペラの中の政治』（法政大学出版局、2001年）
- オリヴィエ・ザンズ『アメリカの世紀――それはいかにして創られたか?』（刀水書房、2005年）